# Johannes Hähle
Johannes Hähle (15 février 1906 - 10 juin 1944) est un photographe militaire allemand de la Seconde Guerre mondiale principalement connu pour ses photos du massacre de Babi Yar en Ukraine. 

## Biographie
Hähle nait à Chemnitz, dans la Saxe. Il suit un apprentissage dans le commerce et en photographie. En 1932, il rejoint le Parti nazi. En janvier 1940, il est enrôlé dans la Wehrmacht dans le Baubataillon 146., un bataillon de construction, probablement directement depuis le Reichsarbeitsdienst, le Service du travail du Reich. Il participe avec ce bataillon à la bataille de France en mai-juin 1940. Juste avant l'invasion de l'Union soviétique en juin 1941, Hähle est envoyé à la Propagandakompanie (PK) 637 comme "photo-journaliste". Il photographie le ghetto de Lublin puis, accompagnant la progression de la 6e armée sur le front de l'Est. À la fin septembre 1941, il prend des photos à Babi Yar près de Kiev, juste après le massacre ainsi que les instants précédents  celui de Loubny, le 16 octobre. Il fait 29 photos en couleur mais ne les remet pas à son unité, les conservant alors pour lui.
La 6e armée occupe Kharkov en octobre 1941 et la défend en mai 1942 contre une contre-attaque soviétique à grande échelle, qui se termine en désastre pour l'Armée rouge. Durant cette période, Hähle fait de nombreuses photographies de guerre au sol mais aussi depuis les airs à bord d'un Focke-Wulf Fw 189. Il est sérieusement blessé à l'été 1942 et passe plusieurs semaines à l'hôpital. En septembre 1942, encore convalescent, il est envoyé dans une unité PK à Potsdam, loin du front. 
Durant l'hiver 1942-1943, Hähle est photographe de guerre au sein de l'Afrika Korps de Rommel lors de la campagne de Tunisie mais est muté en Europe quelques mois plus tard pour servir dans la PK 698 en Belgique et dans le Nord de la France. Là, il photographie le mur de l'Atlantique. Durant les combats qui suivent le débarquement de Normandie, Hähle est tué, à 38 ans, le 10 juin 1944 au lieu-dit de la Bijude au nord de Caen dans des circonstances inconnues. Son lieu d'inhumation n'est pas connu non plus.
Sergent, il est promu lieutenant à titre posthume.

## Suite
À la fin de la guerre, les troupes américaines confisquent plusieurs camions avec du matériel des compagnies de propagande allemande (Propagandakompanien). En 1962, les Américains cèdent ce matériel aux Archives fédérales allemandes à Coblence, avec un stock de films photographiques de Hähle. Les films que celui-ci avait gardés privés furent vendus par sa veuve au journaliste berlinois Hans Georg Schulz. Des copies en noir et blanc de ces photos furent utilisées comme preuve au procès de Francfort (aussi appelé second procès d'Auschwitz) en 1961 et disparurent plus tard des archives. Les originaux en couleur réapparurent de nouveau en 2000 quand la veuve de Schulz les vendit au Hamburger Institut für Sozialforschung (en) (Institut hambourgeois pour la recherche sociale) qui fut capable alors de compléter la collection photographique du Wehrmachtsausstellung (en) (« exposition de l'armée allemande »), une exposition sur les crimes de guerre commis par la Wehrmacht dans l'Est de l'Europe.